# König (Schach)
Der König (Unicode: ♔ U+2654, ♚ U+265A) ist die wichtigste Figur beim Schachspiel, da es Ziel des Spiels ist, den gegnerischen König matt zu setzen – was die Partie sofort beendet. Matt setzen heißt, den gegnerischen König mit mindestens einer Figur zu bedrohen, ohne dass die Bedrohung abgewehrt werden kann durch Wegziehen des Königs auf ein unbedrohtes Feld, Schlagen der angreifenden Figur oder Dazwischenziehen einer Figur. Als besondere Geste, dass man verloren hat oder aufgibt, kann man den eigenen König auf dem Schachbrett umwerfen bzw. umlegen.

## Zugmöglichkeiten und Wert
|   | a | b | c | d | e | f | g | h |   |
| 8 |   |   |   |   |   |   |   |   | 8 |
| 7 |   |   |   |   |   |   |   |   | 7 |
| 6 |   |   |   |   |   |   |   |   | 6 |
| 5 |   |   |   |   |   |   |   |   | 5 |
| 4 |   |   |   |   |   |   |   |   | 4 |
| 3 |   |   |   |   |   |   |   |   | 3 |
| 2 |   |   |   |   |   |   |   |   | 2 |
| 1 |   |   |   |   |   |   |   |   | 1 |
|   | a | b | c | d | e | f | g | h |   |

Der König kann ein Feld in jede Richtung ziehen.
Der König kann jeweils ein Feld in jede Richtung gehen. Damit kann er alle Felder des Schachbretts erreichen. Wegen seiner kleinen Reichweite benötigt er dazu aber viele Züge. Der König darf kein bedrohtes Feld betreten. Daraus folgt, dass zwischen zwei Königen immer mindestens ein Feld Platz bleiben muss. Wenn ein König von einem gegnerischen Stein bedroht wird, sagt man, er stehe im Schach. Der betreffende Spieler muss nun einen Zug ausführen, der dafür sorgt, dass sein König nicht mehr im Schach steht. Dazu kann er den König auf ein unbedrohtes Feld ziehen, die Schach bietende Figur schlagen oder einen Stein zwischen den Angreifer und den König ziehen. Verfügt er über keine dieser Möglichkeiten, so ist er Schachmatt und der Spieler hat die Partie verloren. 
Eine weitere Zugmöglichkeit ist die Rochade, bei der sich der König und ein Turm in einem Zug bewegen (Für eine genauere Beschreibung dieser Zugmöglichkeit siehe den entsprechenden Spezialartikel).
Da der König gegen keine andere Figur getauscht werden kann, lässt sich für ihn kein Wert in Bauerneinheiten angeben.

## Der König in den drei Spielphasen

### In der Eröffnung
Zu Beginn der Partie steht der König am Rand der e-Linie, wo er nach den ersten Eröffnungszügen relativ verwundbar ist. Als neuralgischer Punkt gilt dabei das Feld f2 für Weiß bzw. f7 für Schwarz. Der Bauer, der dort steht, wird als einziger nur vom König gleicher Farbe gedeckt. Gelingt es einem Spieler, diesen Bauern erfolgreich anzugreifen, so führt das automatisch zu einer Bedrohung des Königs, die in vielen Fällen spielentscheidend ist. Zahlreiche Eröffnungsfallen nutzen diesen Sachverhalt aus. Am bekanntesten sind das Schäfermatt und das Seekadettenmatt. Aber selbst wenn ein Spieler sich nicht so einfach überrumpeln lässt, ist sein König in der Mitte vor gegnerischen Attacken kaum geschützt. Daher kommt es in der Anfangsphase der Partie in der Regel darauf an, den König durch eine zügige Rochade hinter eine seitliche Bauernphalanx in Sicherheit zu bringen.

### Im Mittelspiel
|   | a | b | c | d | e | f | g | h |   |
| 8 |   |   |   |   |   |   |   |   | 8 |
| 7 |   |   |   |   |   |   |   |   | 7 |
| 6 |   |   |   |   |   |   |   |   | 6 |
| 5 |   |   |   |   |   |   |   |   | 5 |
| 4 |   |   |   |   |   |   |   |   | 4 |
| 3 |   |   |   |   |   |   |   |   | 3 |
| 2 |   |   |   |   |   |   |   |   | 2 |
| 1 |   |   |   |   |   |   |   |   | 1 |
|   | a | b | c | d | e | f | g | h |   |

Typische Rochadestellungen nach einer langen Rochade von Weiß und einer kurzen Rochade von Schwarz. (Die anderen Figuren wurden zur Veranschaulichung weggelassen.)
|   | a | b | c | d | e | f | g | h |   |
| 8 |   |   |   |   |   |   |   |   | 8 |
| 7 |   |   |   |   |   |   |   |   | 7 |
| 6 |   |   |   |   |   |   |   |   | 6 |
| 5 |   |   |   |   |   |   |   |   | 5 |
| 4 |   |   |   |   |   |   |   |   | 4 |
| 3 |   |   |   |   |   |   |   |   | 3 |
| 2 |   |   |   |   |   |   |   |   | 2 |
| 1 |   |   |   |   |   |   |   |   | 1 |
|   | a | b | c | d | e | f | g | h |   |

In den letzten Zügen hatte Weiß seinen König von g1 bis g5 bewegt, um im übernächsten Zug (35. Kh6 ... 36. Dg7#) matt zu setzen. Schwarz gab auf.
Im Mittelspiel steht der König nach der kurzen Rochade auf g1 (bzw. g8) und wird in vielen Partien vor Erreichen des Endspiels gar nicht mehr gezogen. Gefahr droht ihm vor allem entweder durch einen Angriff auf das Feld h2 (bzw. h7), der z. B. durch ein Läuferopfer eingeleitet werden kann, oder über die Grundreihe (siehe Grundreihenmatt). Bei der langen Rochade gilt entsprechendes, wobei der König auf c1 (bzw. c8) ein Feld weiter von der Brettecke entfernt ist als auf der Grundreihe. Manchmal ist es nötig, Kc1–b1 (bzw. Kc8–b8) zu ziehen, um den a-Bauern zu decken bzw. den König weiter in Sicherheit zu bringen.
Eine berühmte Ausnahme stellt die Partie Nigel Short - Jan Timman aus dem Jahr 1991 dar, in der Short seinen König als wirksame Angriffsfigur einsetzte und von g1 über h2, g3 und f4 bis nach g5 zog, um schließlich mit Kh6 eine Mattdrohung (Dg7#) aufzustellen, die Schwarz nicht hätte abwehren können (siehe Diagrammstellung). Ein König, der bereits im Mittelspiel größere Strecken zurücklegt – sei es wie im Partiebeispiel als Angriffsfigur oder auf der Flucht vor gegnerischen Angriffen – spricht man von einem Wanderkönig.

### Im Endspiel
Im Endspiel kann der König eine große Wirkung entfalten. Im Gegensatz zu den vorherigen Phasen des Spiels kommt ihm hier oft eine aktive und spielentscheidende Rolle zu: Aufgrund der im Endspiel geringen Anzahl an noch verbleibenden Figuren spielt die Sicherung des Königs eine immer geringere Rolle. Oft ist es sogar nötig, den König zentral zu platzieren. Besonders in einem Bauernendspiel ist die Stellung des Königs entscheidend. Dabei kommt es oft auf die Opposition beider Könige an: Nicht selten gerät einer der beiden Könige in Zugzwang und muss dem Gegner bestimmte Felder freigeben, so dass dieser spielentscheidend eindringen kann.
Die Zugweise des Königs in Verbindung mit der quadratischen Gestalt des Schachbretts führt zu einer Besonderheit: Zieht der König diagonal, so überwindet er gleichzeitig eine Reihe und eine Linie. Er bewegt sich also schneller, als wenn er entlang der Linien oder Reihen ziehen würde. Ein Freibauer kann vom König deshalb rechtzeitig vor der Umwandlung eingeholt werden, wenn der König im „Quadrat des Bauern“ steht. Dies ist ein gedachtes Quadrat, dessen eine Kante vom Freibauer und dem Umwandlungsfeld gebildet wird. Außerdem ist es dem König möglich, sich zwei Zielen gleichzeitig zu nähern: Der Zug Kh8–g7 verkürzt den Abstand des Königs sowohl zum Feld a8 wie auch h1.